# 小瀬鵜飼

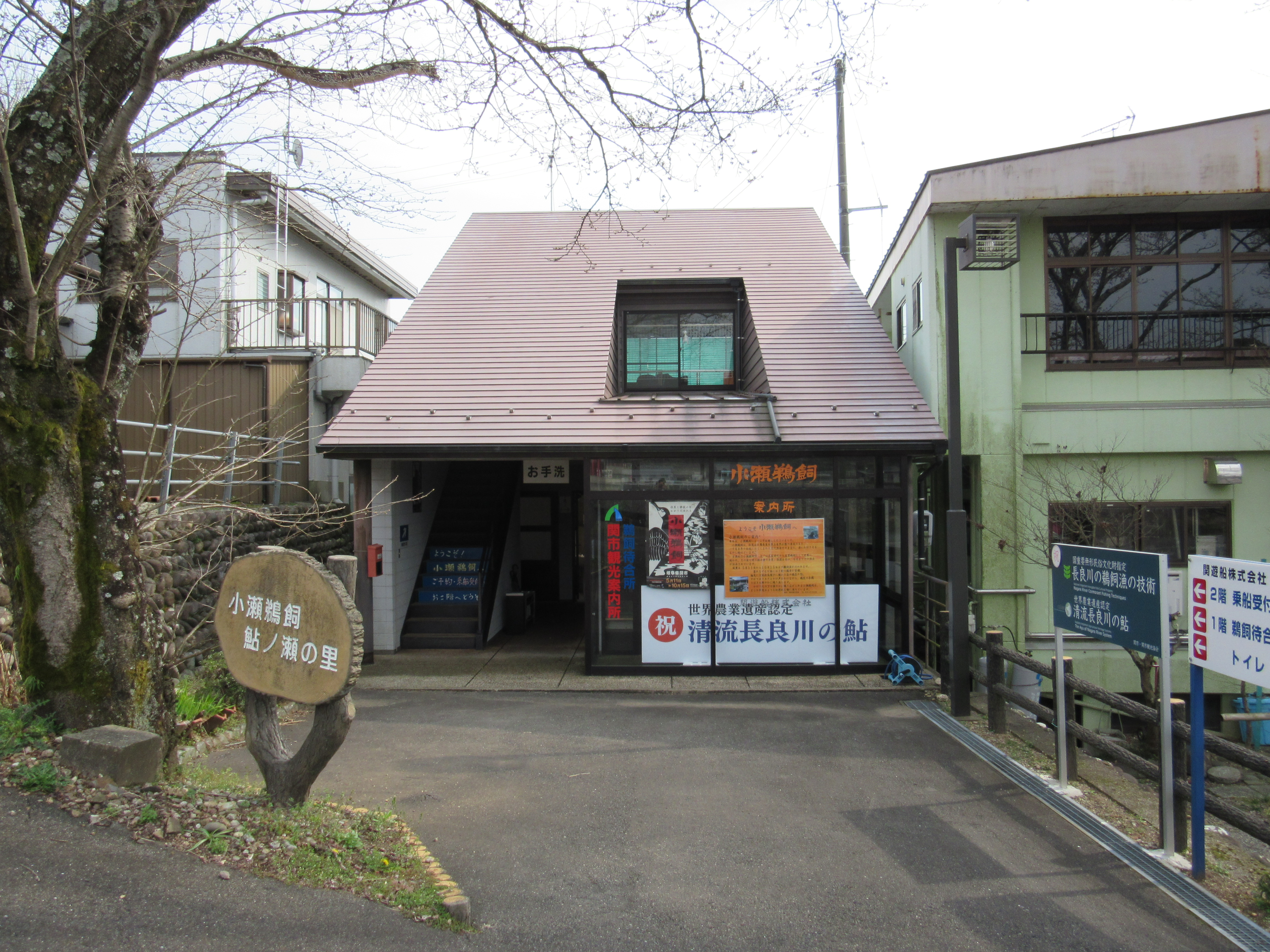
小瀬鵜飼乗船場

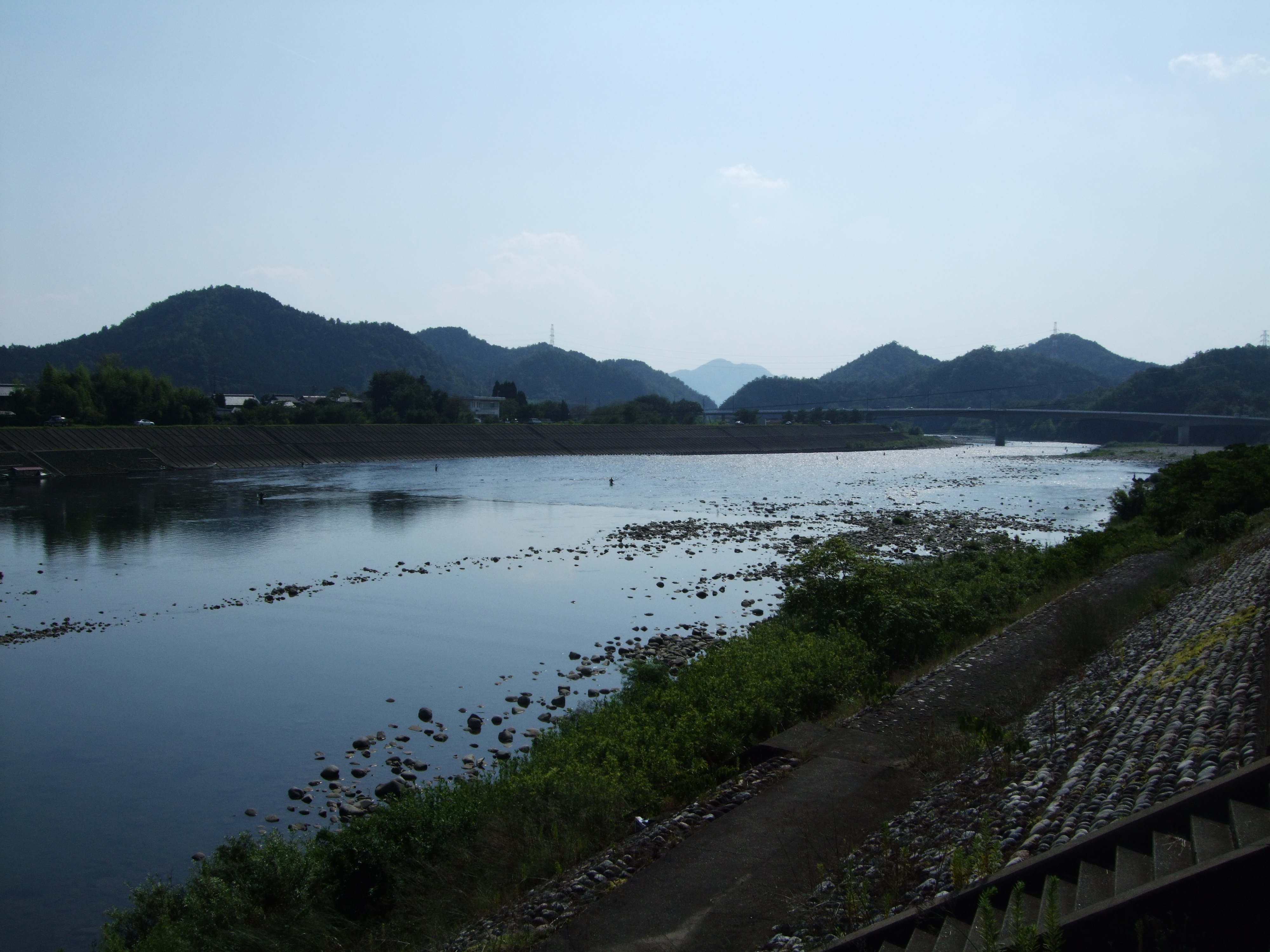
長良川（岐阜県関市）。このあたりで小瀬鵜飼が行われる

小瀬鵜飼（おぜうかい）とは、岐阜県関市小瀬の長良川で毎年5月11日から10月15日まで行われる鵜飼である。中秋の名月と増水時を除く毎夜行われる。中秋の名月に行われないのは、満月の月明かりにより篝火に鮎が集まりにくいためである。関市の鮎ノ瀬橋上流付近で行なわれる。
長良川の鵜飼いとしては、岐阜市の長良川鵜飼が有名であるが、小瀬鵜飼も長良川鵜飼と同じ皇室御用の鵜飼であり、鵜匠は職名を宮内庁式部職鵜匠という。長良川の鵜飼用具一式122点は国の重要有形民俗文化財、小瀬鵜飼技法は岐阜県指定無形民俗文化財である。
同じ長良川で行なわれる長良川鵜飼と比べて小規模であることは否めないが、観光化が著しい長良川鵜飼と比べて昔からの漁法としての鵜飼いが色濃く残っており、人気があるという。

## 漁法
鵜飼に使用する鵜は海鵜を使っている。これは川鵜に比べ海鵜の方が体が大きく丈夫なためである。野生の海鵜を捕獲してきて3年訓練した後、鵜飼で使用される。
鵜匠の装束は、風折烏帽子、漁服、胸あて、腰蓑という古式ゆかしいものである
舟首に篝火を付けた鵜舟に鵜匠が乗り10羽前後の鵜を手縄をさばき、操り、篝火に集まってきた鮎を鵜が次々に捕る。鵜匠は常日頃から鵜と一緒に生活しているため、鵜匠と鵜は呼吸の合った動きを見せ、見事に鮎を捕らえてくる。鵜の捕った鮎は鵜匠により吐き篭に吐かせられる。鵜の喉の紐は調節可能であり、一定の大きさ以下の鮎は鵜の胃袋に入る。

## 御料鵜飼
皇室御用の鵜飼。小瀬鵜飼は、宮内庁式部職鵜匠によって行われている。2007年現在の小瀬の鵜匠は3人おり、これらは全て代々世襲制である。この鵜匠たちにより期間中に宮内庁の御料場で行われる8回の鵜飼を「御料鵜飼」という。御料鵜飼で獲れた鮎は皇居へ献上されるのみならず、明治神宮や伊勢神宮へも奉納される。

### 宮内庁式部職鵜匠
- 岩佐昌秋
- 足立太一
- 足立陽一郎（18代目）

## 観光鵜飼
見所なのは「狩り下り」といい、鵜匠が乗る鵜船と観光客が乗る屋形船が一緒になって下るため、間近で鵜匠の鵜を操る手縄さばきや鵜が鮎を捕る姿が見られる。尚、長良川鵜飼や木曽川うかいと異なり、屋形船での食事は無い（漁場へ向かう途中の船内で弁当はある）。鵜飼自体を楽しむものである。
小瀬鵜飼の特徴としては、以下の点がある。
- 回りは一面山で道路や照明が無く、明かりは篝火、ろうそくのみの漆黒の舞台で行われる。
- 鵜飼開始前の鵜匠の準備風景や、廻し場という鵜匠の打ち合わせ場所、終了後の片付け風景を見学が可能である。
- 狩り下りでは、鵜飼船と屋形船が一緒になって下るので間近で様子が見える。
- 静水ではなく、鮎漁本来の姿、瀬を下りながら漁を行う。
- 鵜飼船、観覧用屋形船ともに動力を持たない手漕ぎ船である。

## 歴史
長良川鵜飼は1300年ほど前から行われていたという。
- 平安時代、美濃国方県郡七郷の鵜飼について記述がある。方県郡七郷は、後の本巣郡七郷村、黒野村（現岐阜市）付近といわれている。
- 室町時代の頃、方県郡七郷の鵜飼漁を行なっていた者が、方県郡長良（後の稲葉郡長良村、現岐阜市）と各務郡岩田（後の稲葉郡岩田村、現岐阜市）に移住する。
- 1504年（永正元年）、各務郡岩田の鵜飼漁を行なっていた者が、武儀郡小瀬（現関市）に移住し、小瀬鵜飼が始まる（1534年の説もある）。別の説では、1500年頃、小瀬付近の鮎漁権を握っていた足立新兵衛が始めたともいう。
- 1564年（永禄7年）、織田信長が長良川の鵜飼を見物し、鵜飼漁を行なう者に「鵜匠」の名称をあたえたという。
- 江戸時代、徳川家康、江戸幕府、尾張藩などに保護される。小瀬の鵜匠は、江戸中期に7人、幕末には5人いたという。
- 明治維新で衰退し、一時有栖川宮御用となったが、1890年（明治23年）に宮内省主猟寮属となり、宮内省（現宮内庁）の直轄となる。

## 交通

### 自動車
- 国道418号「小瀬北」交差点より岐阜県道290号上野関線で鮎ノ瀬橋方面。
- 東海環状自動車道関広見ICから約2km。

### 交通機関
- 関市内巡回バスで「小瀬遊船前」バス停下車。
- 岐阜バス「関板取線」で「小瀬遊船前」バス停下車。
- 長良川鉄道関駅より約4km。